# Pietro di Vaux de Cernay
Pietro di Vaux de Cernay (1185 circa – 1218) è stato un monaco cristiano e storico francese.

## Biografia
Nato probabilmente in una famiglia nobile, fu monaco presso l'abbazia di Vaux de Cerney (Vallium Sarnaii situata a circa 35 km da Parigi) dove lo zio Guy era abate dal 1181. L'abbazia era stata fondata all'inizio dell'XI secolo dalla famiglia Neauphle. Sia l'abate che l'abbazia erano in stretta relazione con la famiglia di Simone IV di Montfort, che aveva fatto significative donazioni.
Pietro partecipò alla quarta crociata assieme a Simone di Monfort, suo fratello Guy, Enguerrand di Boves e Simon di Neauphle, partendo da Venezia.
Con Simone di Monfort abbandonò la crociata a Zara dopo aver consigliato gli Zaratini di resistere, essersi rifiutato di partecipare all'assedio di Zara e letto ai crociati la lettera in cui Papa Innocenzo III li scomunicava a causa del saccheggio della città.
Partecipò nel 1207 alla predicazione che precedette la crociata nel sud della Francia e nel 1212 quando lo zio divenne Vescovo di Carcassonne lo raggiunse. Partecipò alla crociata contro gli albigesi e al Concilio di Lavour (gennaio 1213).
Seguì lo zio in un viaggio nel nord della Francia, per predicare e raccogliere aiuti per la crociata. Continuò ad alternare periodi nel nord con periodi la partecipazione diretta alla crociata fino all'assedio di Tolosa del 1218.
Pietro partecipò direttamente a numerosi incontri di preparazione alla crociata, sia grazie alla presenza dello zio Guy che di Simone di Monfort, è certa anche la sua presenza nella battaglia di Muret.

## Opera
L' "Historia Albigensis" è stata scritta tra il 1212 e il 1218, durante lo svolgersi degli eventi della crociata.
Inizia con descrizione della predicazione voluta da Innocenzo III (1203-1208) e termina poco dopo la morte di Simone di Monfort nel 1218 includendo una descrizione delle maggiori caratteristiche dei catari.
Pietro scrive la sua storia nella prospettiva del comandante della crociata, che è messo nella miglior luce possibile, in quanto era in stretto contatto con i capi della crociata e conoscendo direttamente anche gli altri capi e San Domenico. Inoltre ha avuto accesso a numerosi documenti ufficiali come le lettere di Innocenzo III.
Pur essendo un'opera assolutamente partigiana le informazioni sugli eventi sono accurate, in parte riscontrabili e descritte in modo chiaro e dettagliato.
L'autore, nella sua partigianeria, dimostra di non comprendere la società del sud della Francia che disprezza ma non nasconde comunque i dissidi tra i crociati e le sconfitte di Simone di Monfort come a Saint Marcel e a Beaucaire.
L'opera termina improvvisamente con l'ultimo evento relativo al gennaio 1218 mentre accenna alla adesione alla crociata di Luigi, figlio del re di Francia a alle azioni di Amaury di Monfort contro Cazares (Garonna) che apparteneva ai conti di Comminges in Guascogna.
L'autore dimostra una notevole padronanza della lingua latina, derivata dalla conoscenza della letteratura latina cristiana ma poco o nulla dei classici. La cosa è confermata dai registri della biblioteca dell'abazia di Vaux de Cernay che sappiamo conteneva quasi esclusivamente scrittori cristiani ma non classici latini.
L'autore è probabilmente morto poco dopo l'ultimo evento registrato (gennaio 1218) essendo l'opera interrotta improvvisamente.

## Edizioni
L'opera di Pietro ha avuto le seguenti edizioni principali:
- (LA)  Petri Vallium Sarnaii monachi "Hystoria Albigensis", edita da Pascal Guebin e Ernest Lyon, Paris 1926
- (FR)  Peter de les Vaux-de-Cernay, "Historie Albigeaoise", Pascal Guebin e Ernest Lyon traduttori, Paris 1951
- (EN)  Peter of les Vaux-de-Cernay, "The History of bthe Albigensian Crusade". Trad. W.A.Sibly, M.D.Sibly, Boydell Press Rochester N.Y. ISBN 0 85115 80972
- Opera Omnia di Migne Patrologia latina, su documentacatholicaomnia.eu.